# Sinkó Ervin-díj
A Sinkó Ervin-díj a Sinkó Ervin Alapítvány által 1970-ben létrehozott vajdasági irodalmi díj.

## Története
Az 1970-ben létrehozott díj Sinkó Ervin irodalmár, egyetemi tanár végrendelete értelmében minden évben azt a vajdasági fiatalt illeti meg, aki magyar nyelven megjelent önálló irodalmi művével, vagy huzamosabb időn át folytatott irodalmi, illetve tudományos tevékenységével kiemelkedő munkát hozott létre. A Sinkó Ervin Alapítvány által létesített díjat egy háromtagú bírálóbizottság ítéli oda, melynek kinevezési jogát az 1990-es évek elejéig az alapító, az Új Symposion és a Képes Ifjúság szerkesztősége, azóta pedig kizárólag az alapító gyakorolja. A díjat minden évben hagyományosan Sinkó Ervin halálának évfordulóján, március 27-én adták át, ám a kilencvenes évektől kezdve ettől eltérően az Újvidéki Egyetemen rendezendő Magyar Nyelv és Irodalom Tanszék napján, október 21-én osztják ki.

## Díjazottak
- 1970: Podolszki József
- 1971: Utasi Mária
- 1972: Bognár Antal
- 1973: Danyi Magdolna
- 1974: Böndör Pál
- 1975: Juhász Erzsébet
- 1976: Thomka Beáta
- 1977: Fenyvesi Ottó
- 1978: Sziveri János
- 1979: Mák Ferenc
- 1980: Balázs Attila
- 1981: Csorba Béla
- 1982: Sebők Zoltán
- 1983: Losoncz Alpár
- 1984: Kalapáti Ferenc
- 1985: Fekete J. József
- 1986: P. Nagy István
- 1987: Kontra Ferenc és Túri Gábor
- 1988: Apró István
- 1989: Beszédes István és Bozsik Péter
- 1990: Majoros Sándor
- 1991: Toldi Éva
- 1992: Papp Tibor
- 1993: Utasi Csilla
- 1994: Jódal Kálmán
- 1995: Piszár Ágnes
- 1996: Virág Gábor
- 1997: Szerbhorváth György
- 1998: Mirnics Gyula
- 1999: a Képes Ifjúság szerkesztősége
- 2000: Mészáros Zoltán
- 2001: Raffai Judit
- 2002: Danyi Zoltán
- 2003: Búrány Ágota, Kovács Smit Edit, G. Csákvári Hajnalka,  Huszta Rózsa (A szellem magánya című tanulmánykötet szerzői)
- 2004: Gyarmati Kata
- 2005: Deissinger Ákos
- 2006: Marko Čudić
- 2007: Orcsik Roland
- 2008: Tóbiás Krisztián
- 2009: Bencsik Orsolya
- 2010: Czérna Ágnes
- 2011: Terék Anna
- 2012: Benedek Miklós
- 2013: Beke Ottó és Samu János Vilmos
- 2014: Csík Mónika
- 2015: Celler Kiss Tamás
- 2016: Roginer Oszkár
- 2017: Hernyák Zsóka
- 2018: Oláh Dóri
- 2019: Bíró Tímea
- 2020: Döme Szabolcs
- 2021: Oláh K. Tamás